# برودنیتسا
برودنیتسا (به لاتین: Brodnica، تلفظ: [brɔdˈɲit͡sa] ()) یک شهرک در لهستان است که در شهرستان برودنیتسا واقع شده‌است.

## خصوصیات
برودنیتسا ۲۲٫۸۷ کیلومترمربع مساحت و ۲۸٬۵۷۴ نفر جمعیت دارد.

## خواهرخوانده
شهرهای Kristinehamn Municipality و اشتراسبورگ (اوکرمارک) خواهرخوانده‌های برودنیتسا هستند.

## نگارخانه

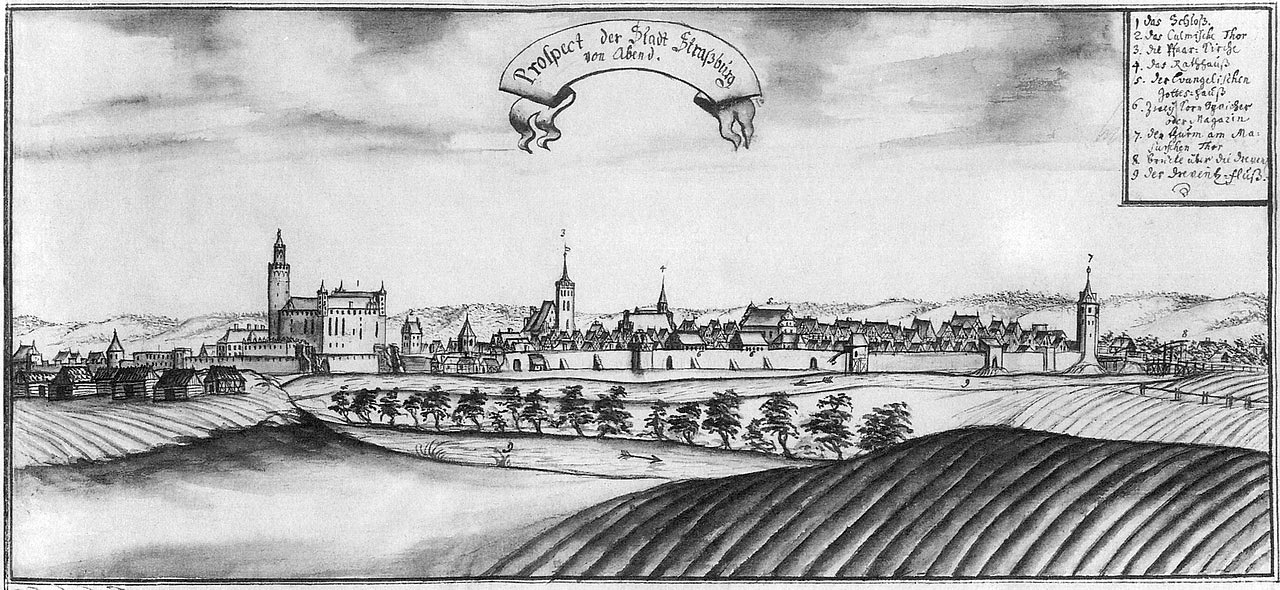
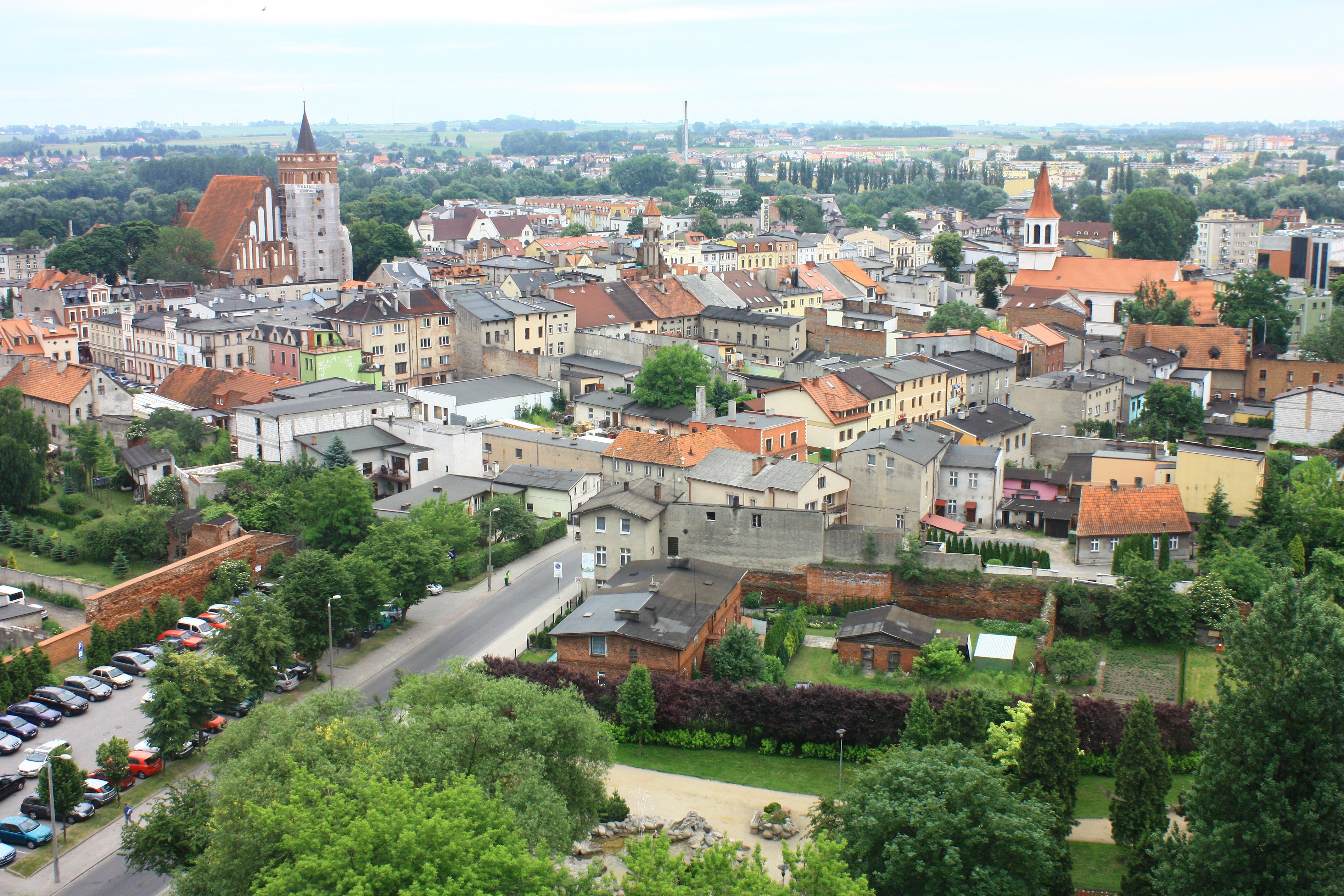
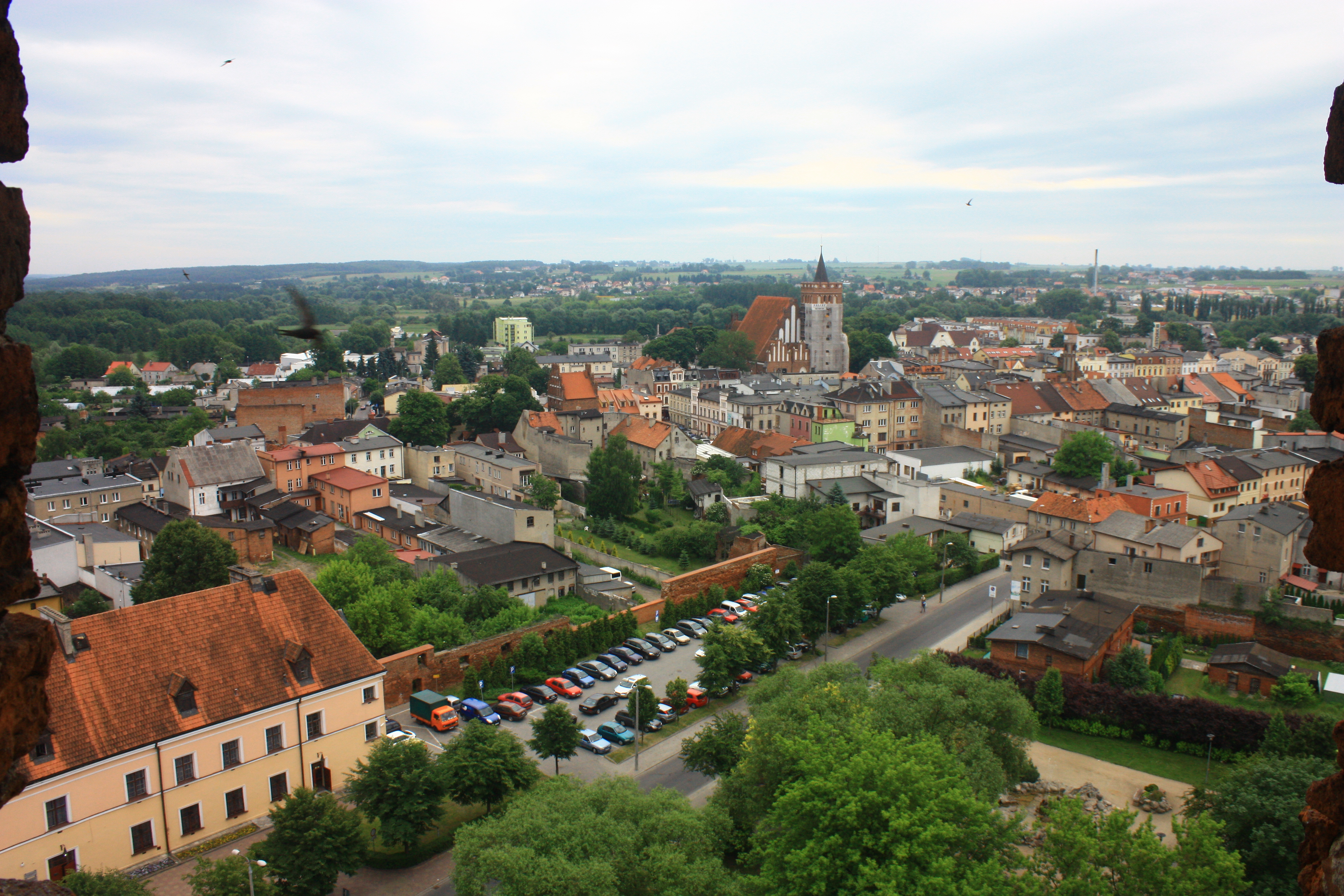
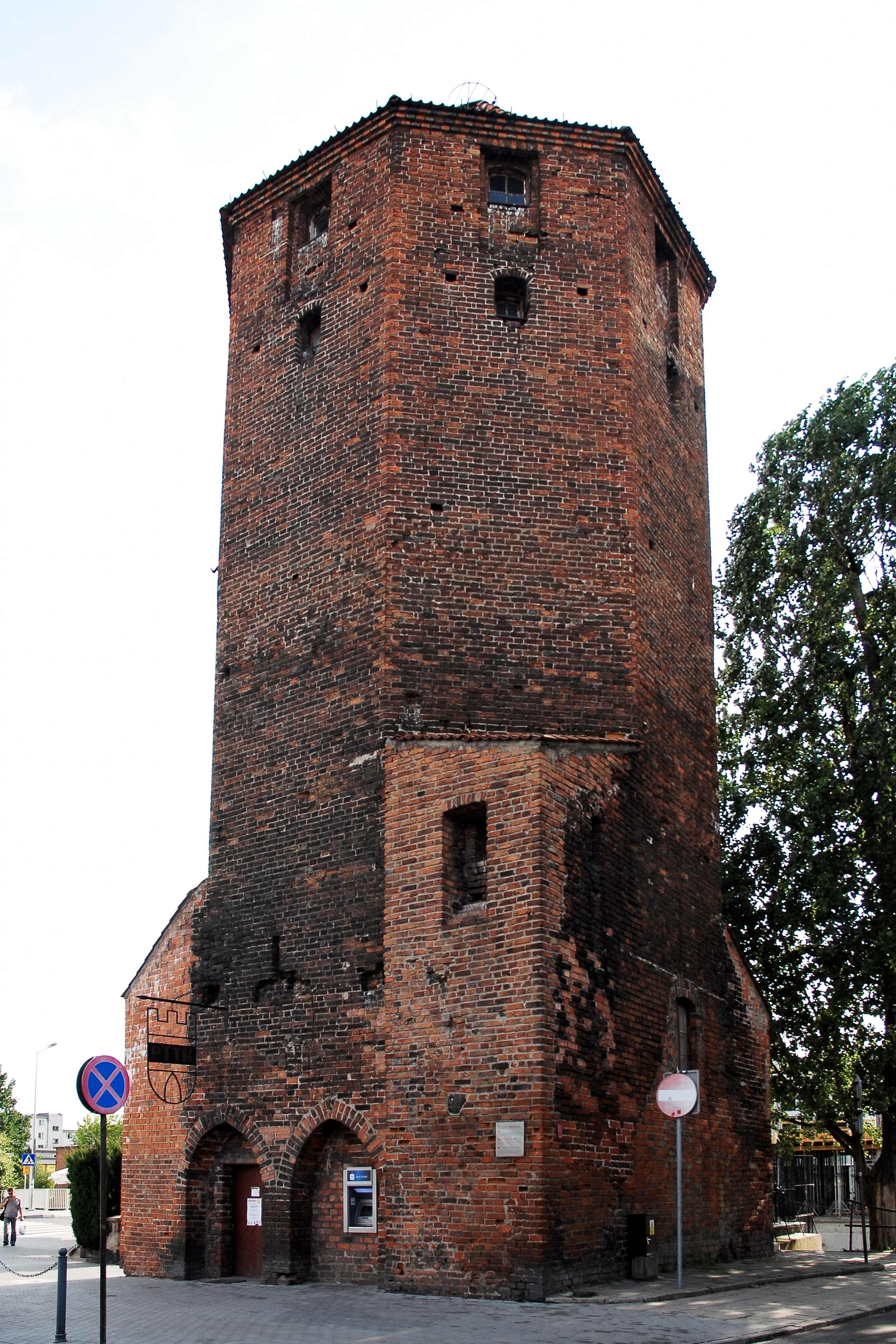
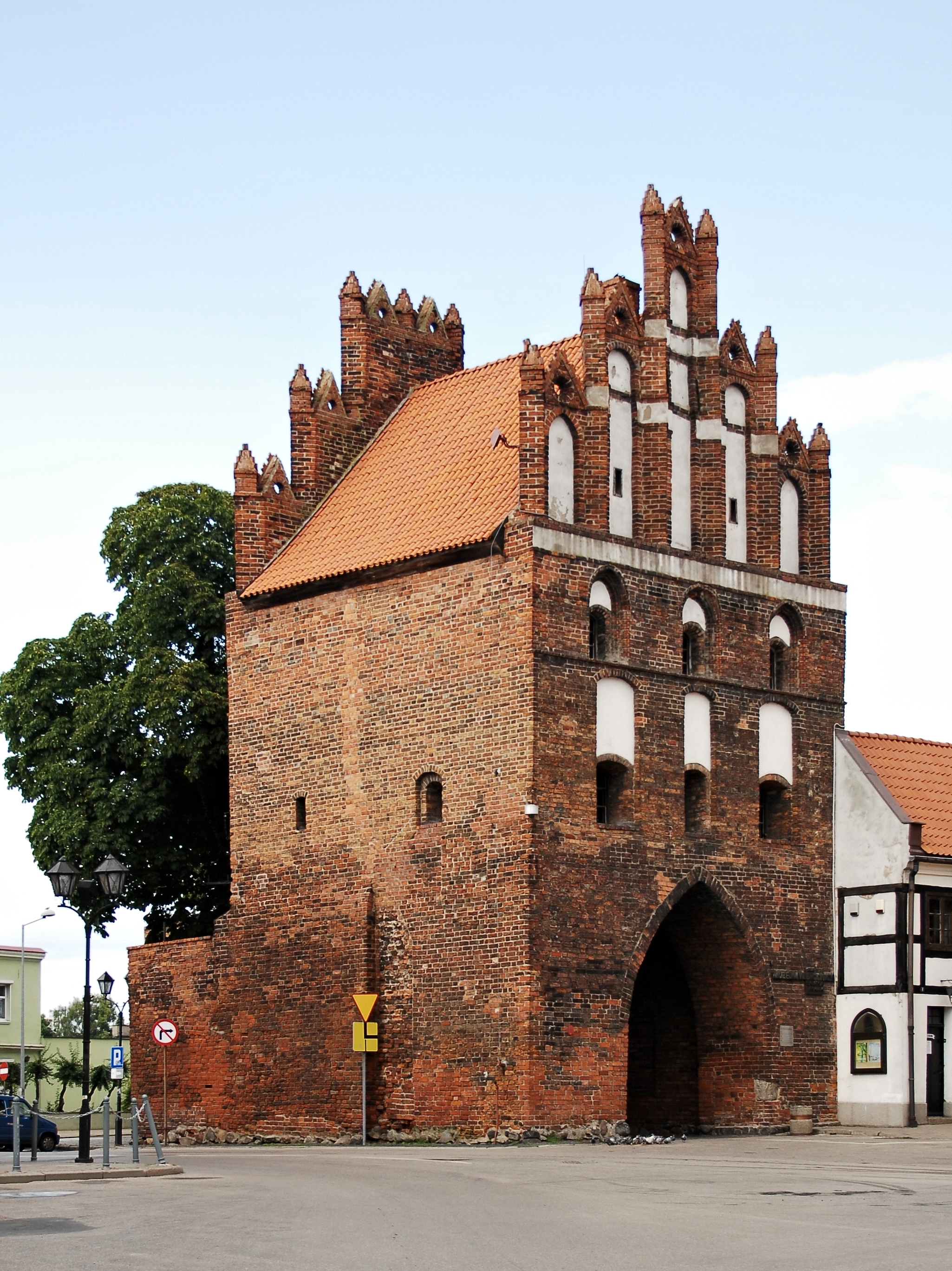
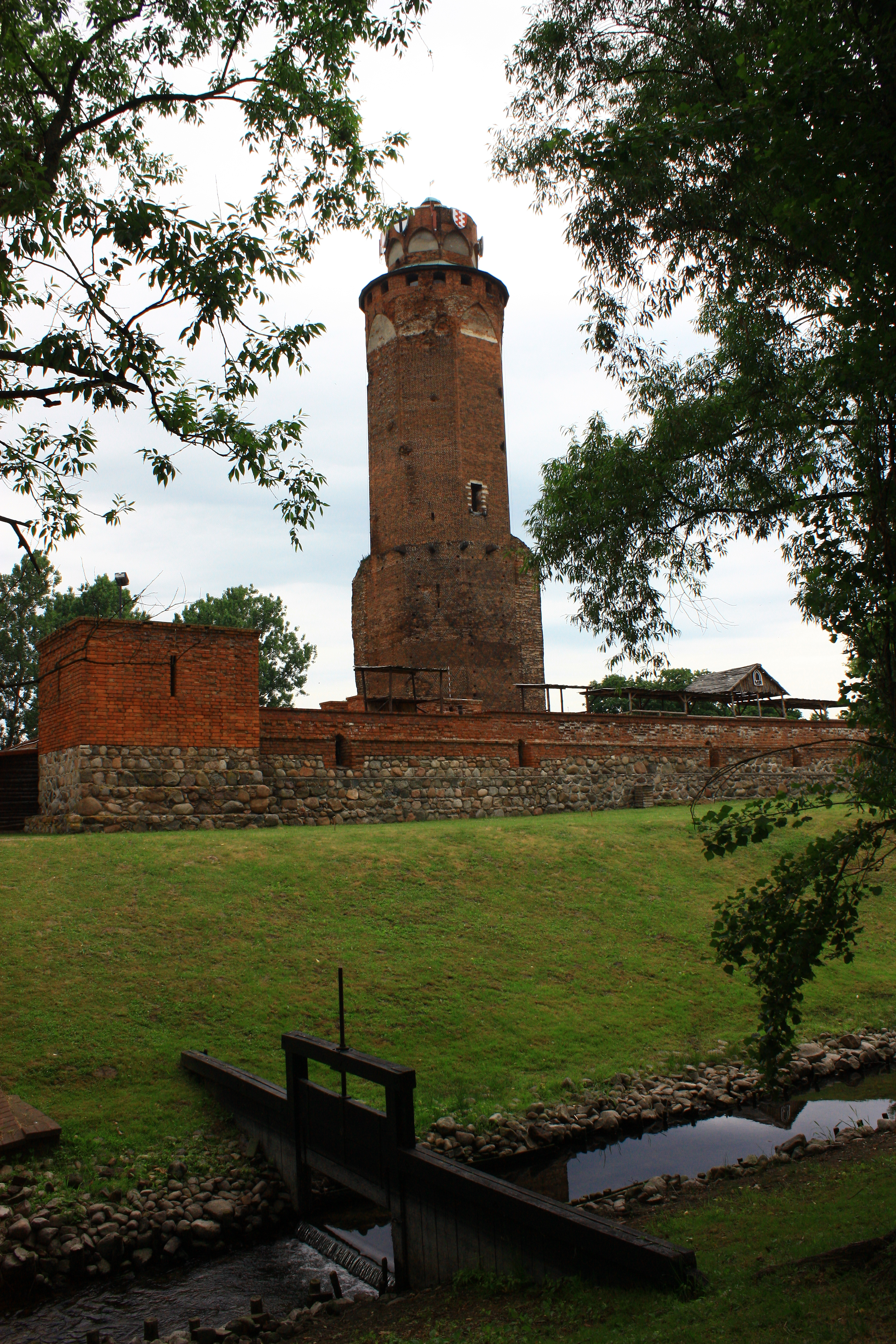
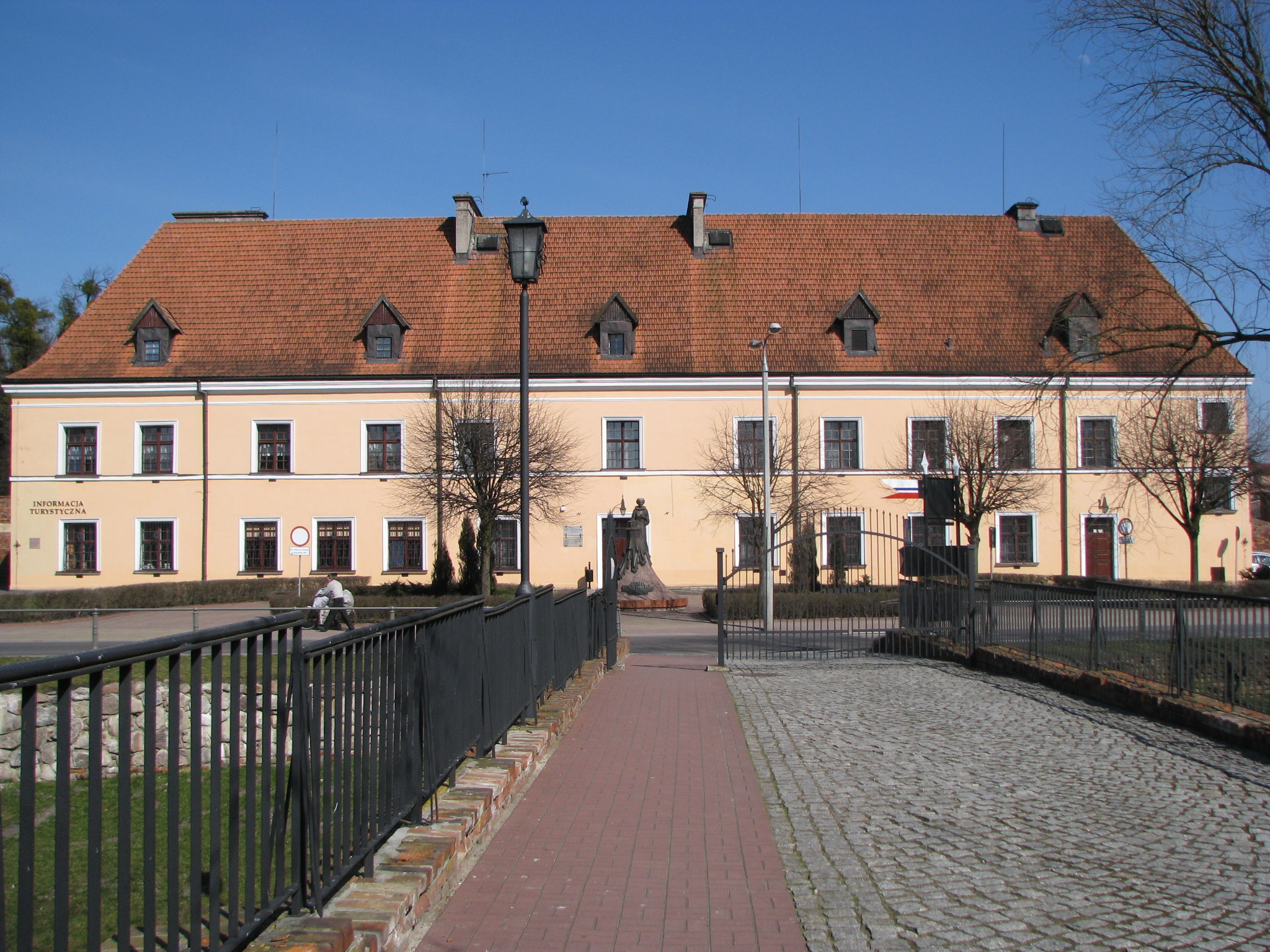
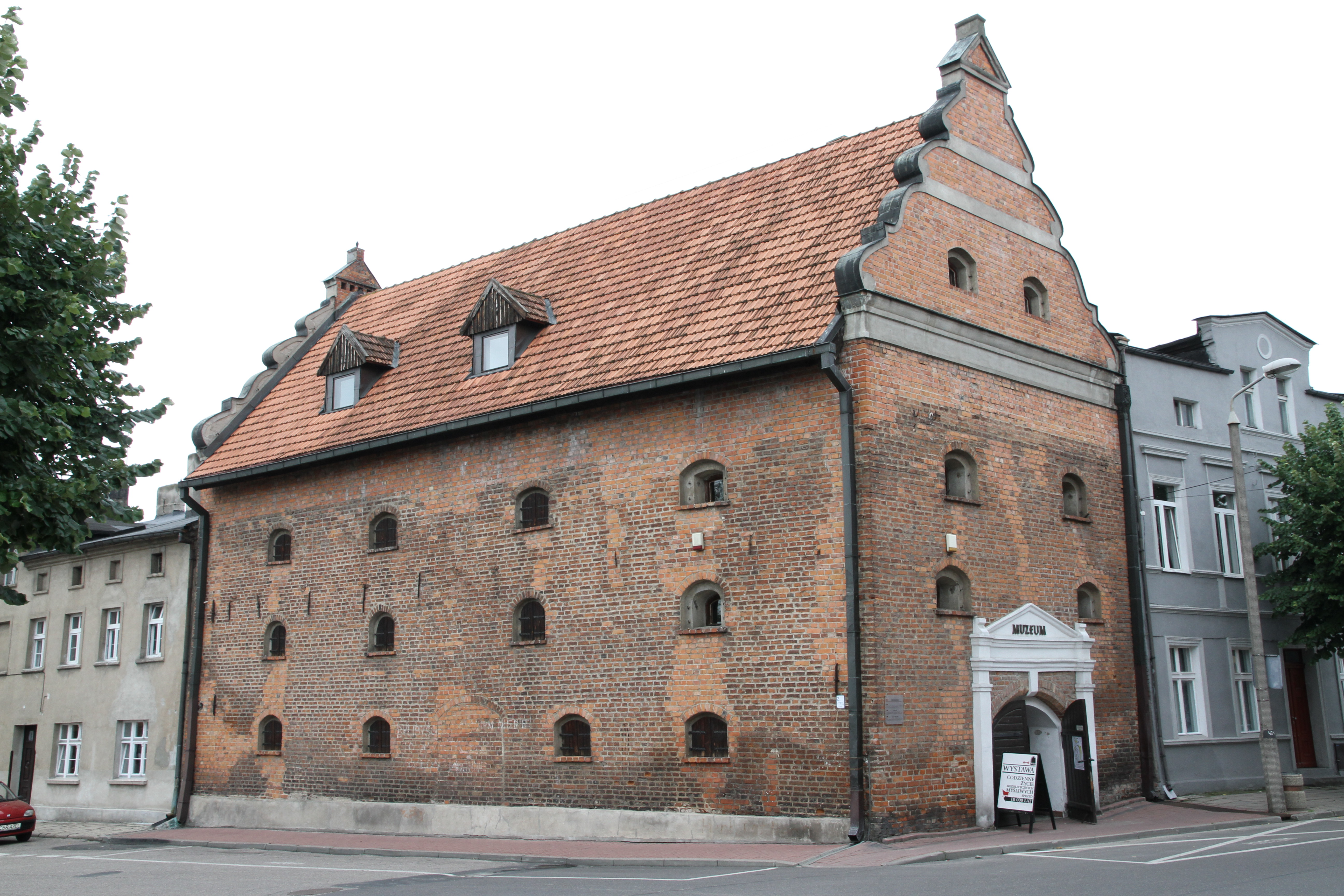
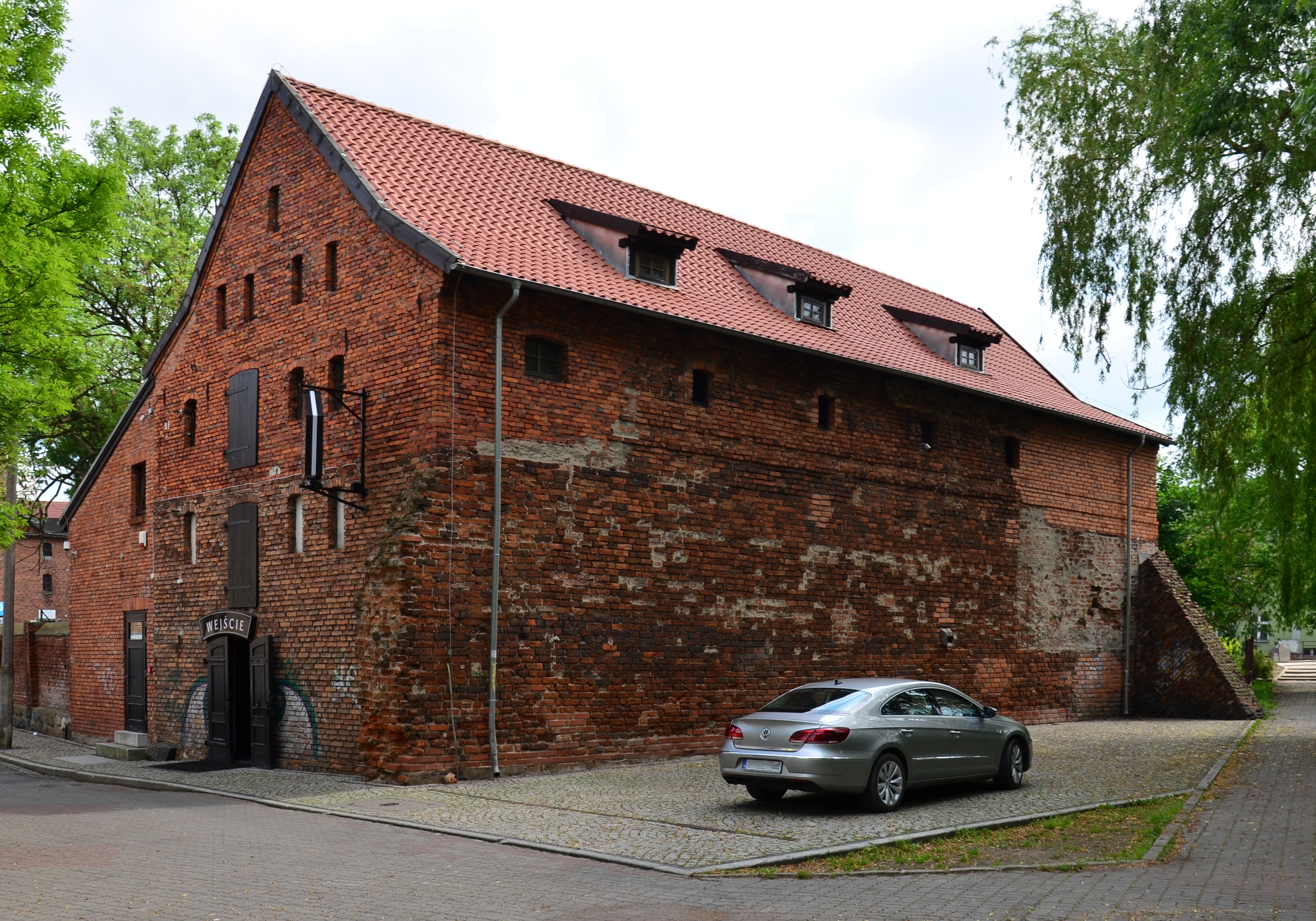
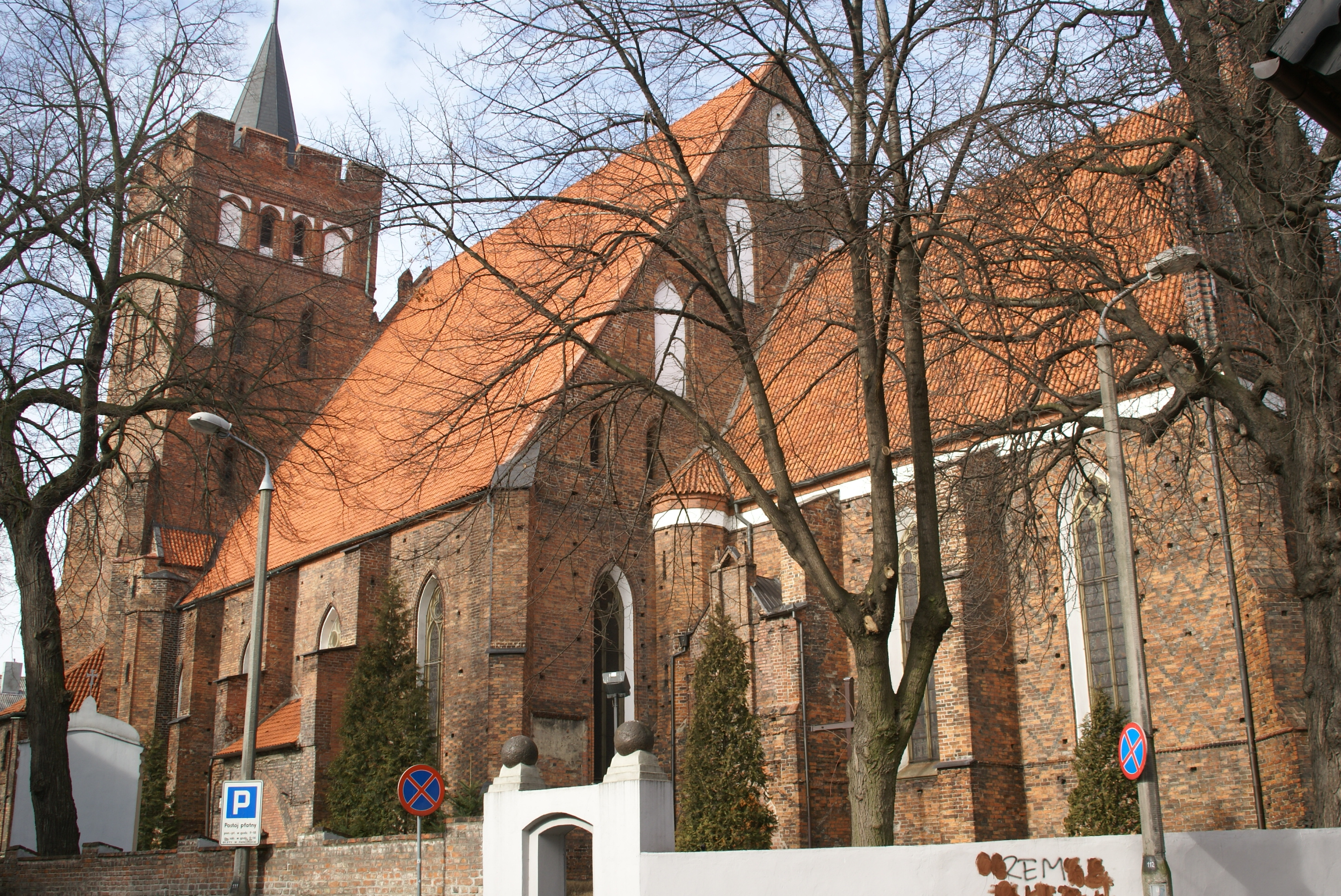
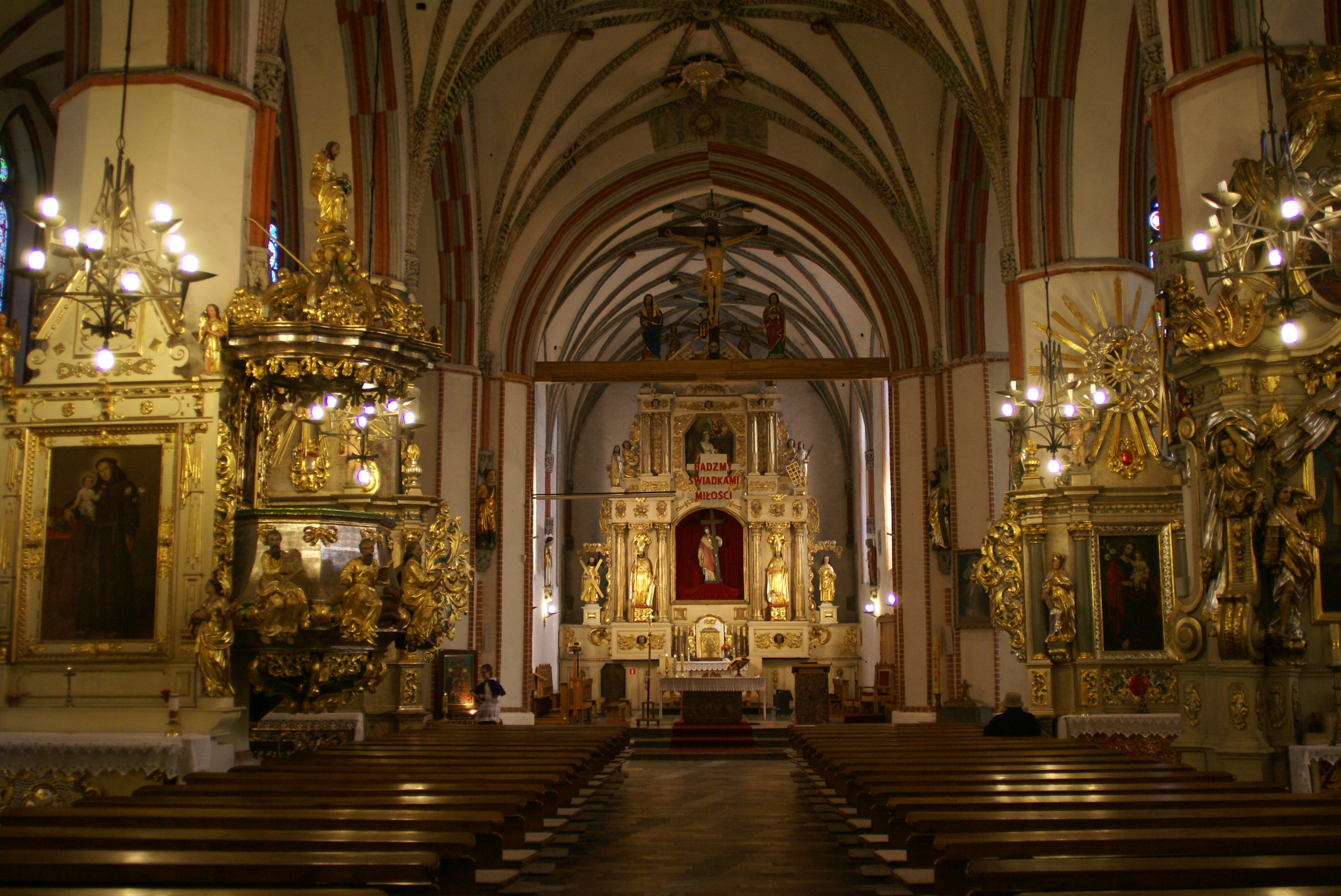
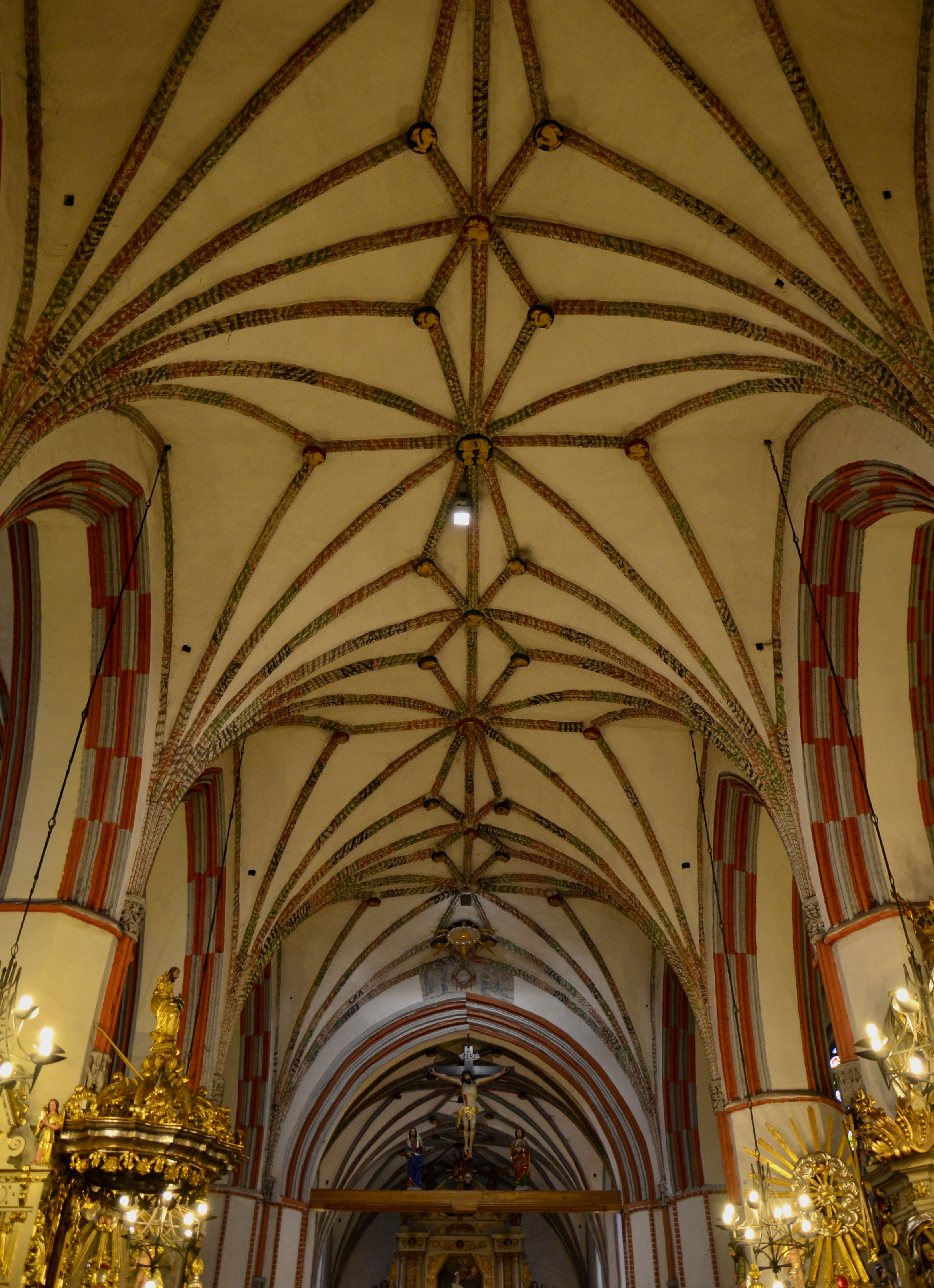
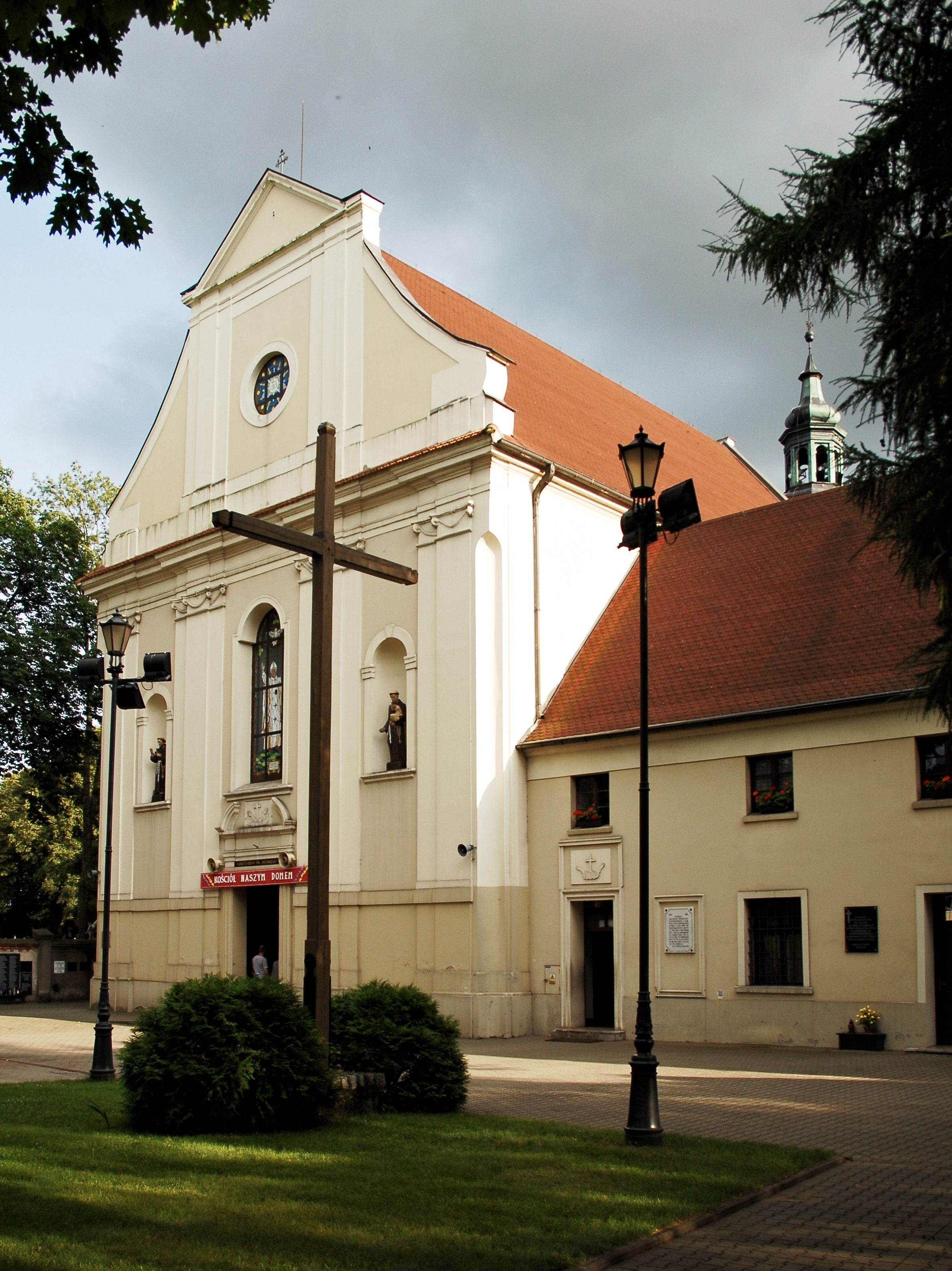
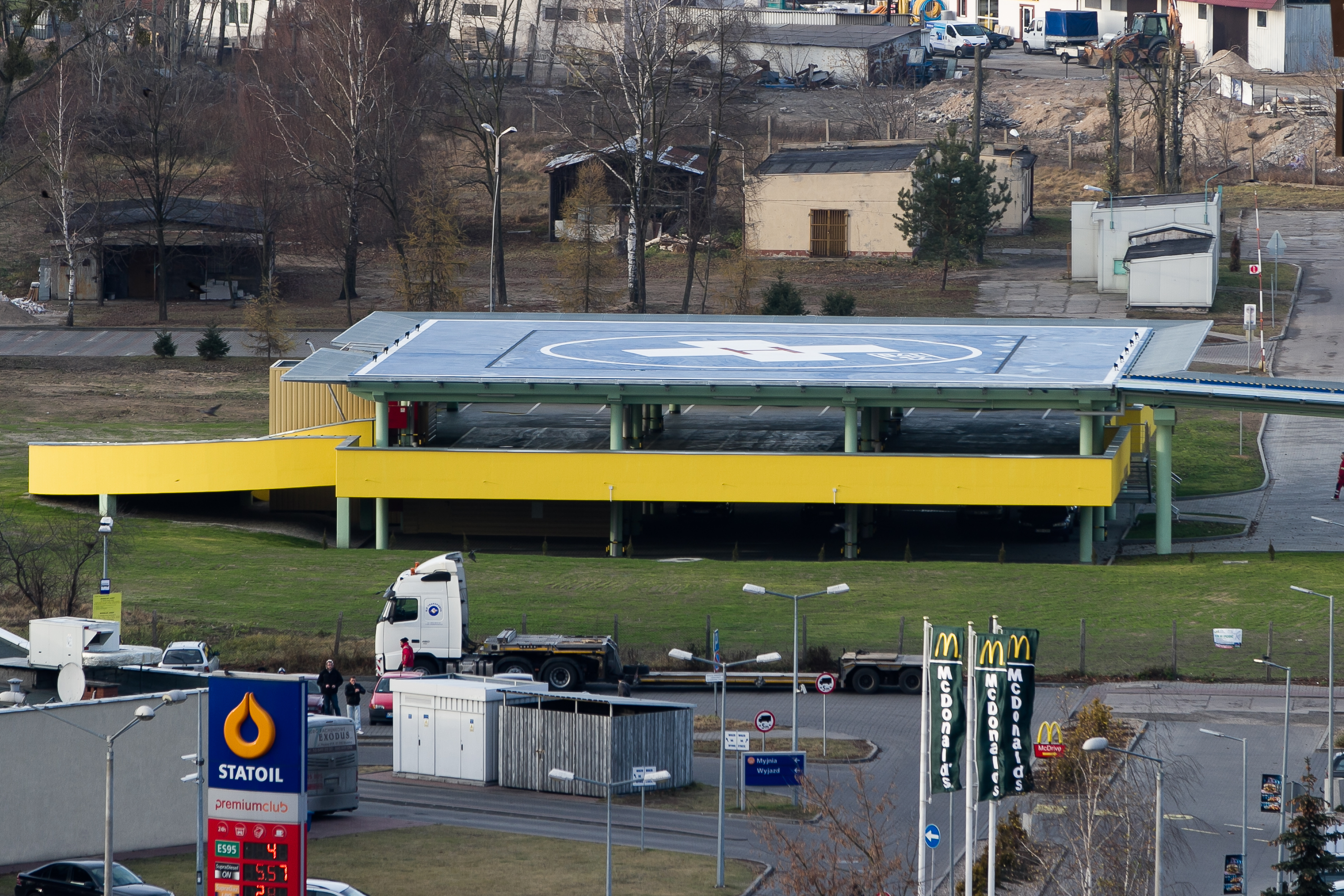
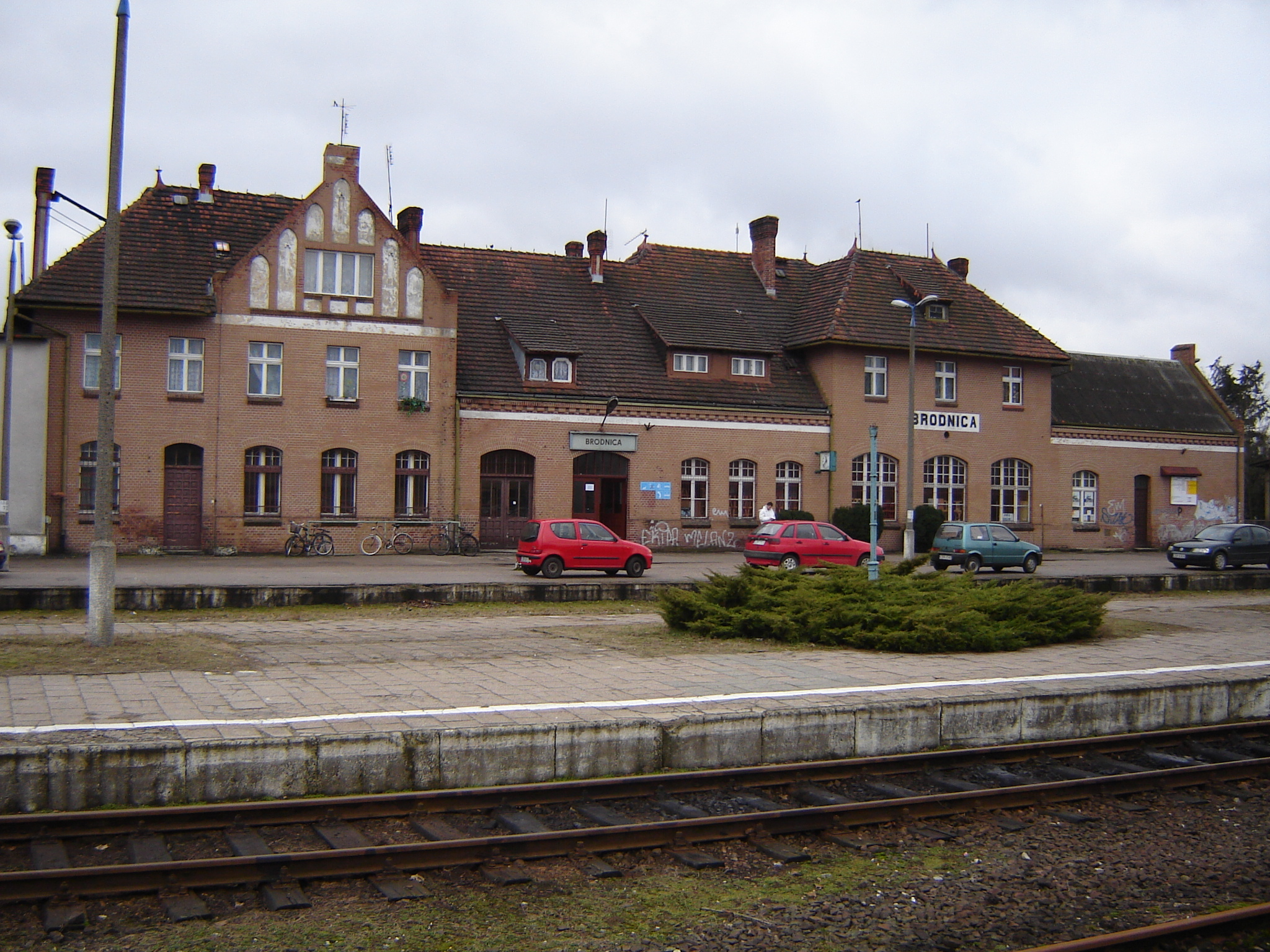
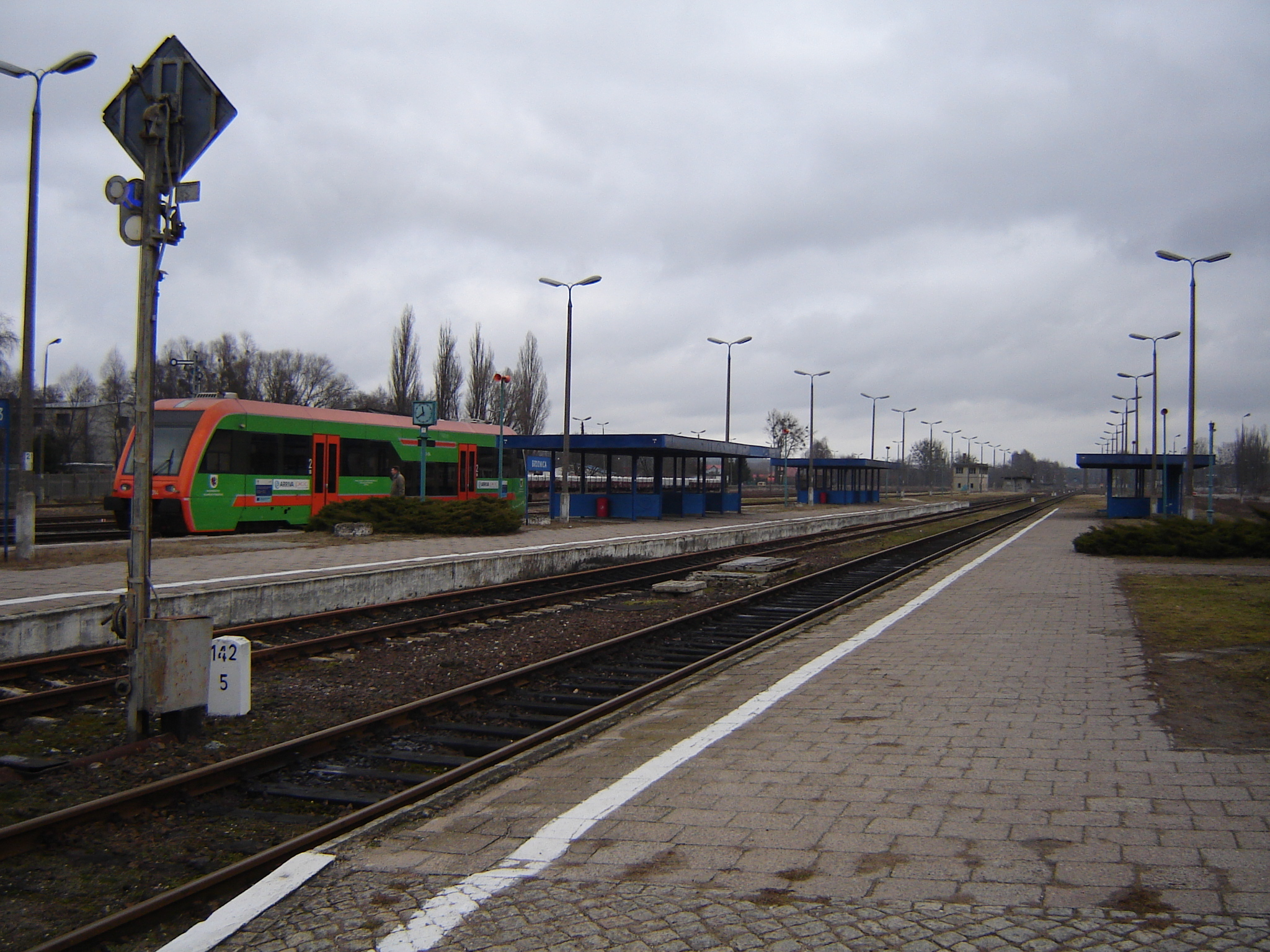
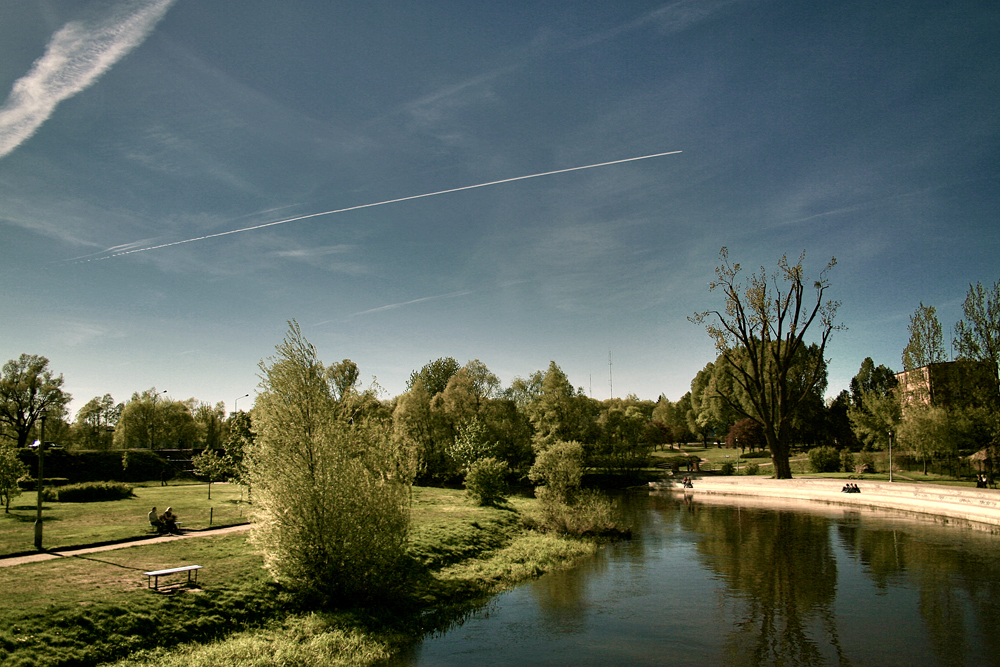
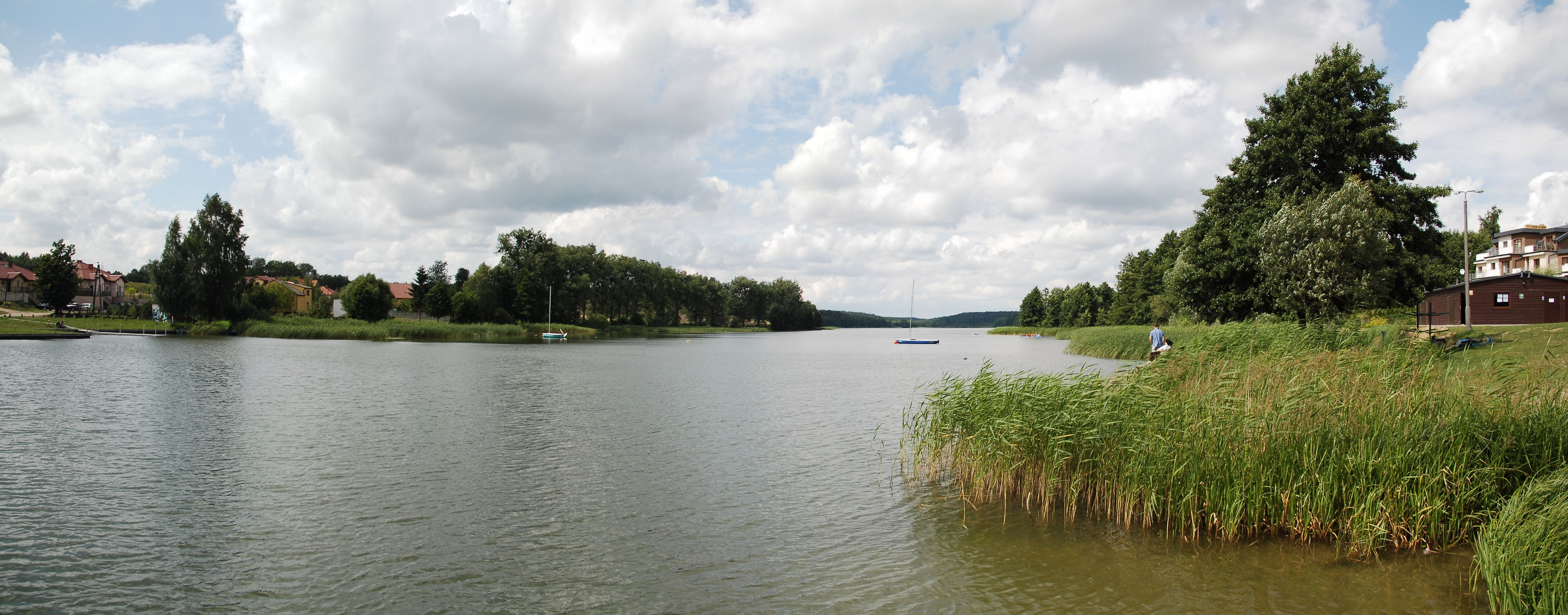